# Австрия на летних Олимпийских играх 1992
Австрия на летних Олимпийских играх 1992 была представлена 102-я спортсменами в 17-и видах спорта. На играх было завоевано 2 медали. Обе серебряного достоинства.

## Серебро
| Серебро | |                                 |
| №       | Спортсмены                                                                                              | Вид спорта (дисциплина)         |
| 1       | Борис Боор на Лав Ми Тендер Йёрг Мюнцнер на Граф Гранде Хуго Симон на Априкот Д Томас Фрюман на Джениус | Конный спорт (командный конкур) |
| 2       | Арнольд Йонке Кристоф Цербст                                                                            | Академическая гребля (двойка)   |

## Результаты соревнований

### Академическая гребля
В следующий раунд из каждого заезда проходили несколько лучших экипажей (в зависимости от дисциплины). В финал A выходили 6 сильнейших экипажей, остальные разыгрывали места в утешительных финалах B-D.
Мужчины
| Соревнование | Спортсмены                  | Предварительный заезд | Предварительный заезд | Предварительный заезд | Отборочный заезд | Отборочный заезд | Отборочный заезд | Полуфинал     | Полуфинал     | Полуфинал     | Финал   | Финал   | Итоговое место |
| Соревнование | Спортсмены                  | Заезд                 | Время                 | Место                 | Заезд            | Время            | Место            | Заезд         | Время         | Место         | Время   | Место   | Итоговое место |
| ------------ | --------------------------- | --------------------- | --------------------- | --------------------- | ---------------- | ---------------- | ---------------- | ------------- | ------------- | ------------- | ------- | ------- | -------------- |
| одиночки     | Харальд Фадербауэр          | 4                     | 6:57,72               | 1 Q                   | Не участвовал    | Не участвовал    | Не участвовал    | Полуфинал A/B | Полуфинал A/B | Полуфинал A/B | Финал B | Финал B | 8              |
| одиночки     | Харальд Фадербауэр          | 4                     | 6:57,72               | 1 Q                   | Не участвовал    | Не участвовал    | Не участвовал    | 2             | 7:42,85       | 6             | 6:58,97 | 2       | 8              |
| двойки       | Карл Зинцингер Херман Баэур | 4                     | 7:44,81               | 4                     | 3                | 6:52,89          | 2 Q              | 1             | 6:45,42       | 5 QB          | Финал B | Финал B | 12             |
| двойки       | Карл Зинцингер Херман Баэур | 4                     | 7:44,81               | 4                     | 3                | 6:52,89          | 2 Q              | 1             | 6:45,42       | 5 QB          | 6:46,68 | 6       | 12             |

| Спортсмен(ы)                                                    | Соревнования               | Отборочные гонки | Отборочные гонки | Дополнительная гонка | Дополнительная гонка | Полуфиналы | Полуфиналы      | Финалы      | Финалы      |
| Спортсмен(ы)                                                    | Соревнования               | Время            | Место            | Время                | Место                | Время      | Место           | Время       | Место       |
| --------------------------------------------------------------- | -------------------------- | ---------------- | ---------------- | -------------------- | -------------------- | ---------- | --------------- | ----------- | ----------- |
| Арнольд Йонке Кристоф Цербст                                    | Двойка парная              | 6:40.19          | 1                |                      |                      | 6:18.51    | 1 (полуфинал 1) | 6:18.42     |             |
| Волькмар Кюттельвашер Дитмар Кюттельвашер Маркус Ирле (рулевой) | Двойка распашная с рулевым | 7:14.29          | 4                | 7:21.06              | 3                    | 7:05.89    | 5 (полуфинал 2) | 7:12.40     | 4 (финал B) |
| Гюнтер Шустер Вальтер Кайзер Герт Порт Хорст Нуссбаумер         | Четверка парная            | 6:02.96          | 6                |                      |                      | Не прошли  | 6:13.75         | 2 (финал С) |             |

### Бадминтон
Спортсменов — 2
Мужчины
| Спортсменка           | Соревнование                | 1/32                                      | 1/16                                             | 1/8                   | Четвертьфиналы        | Полуфиналы            | Финал                 | Место |
| Спортсменка           | Соревнование                | Соперник Счёт                             | Соперник Счёт                                    | Соперник Счёт         | Соперник Счёт         | Соперник Счёт         | Соперник Счёт         | Место |
| --------------------- | --------------------------- | ----------------------------------------- | ------------------------------------------------ | --------------------- | --------------------- | --------------------- | --------------------- | ----- |
| Ханнес Фукс           | Индивидуальные соревнования | Нарошан Вижекун (SRI) поб. 15-9, 15-11    | Дипанкар Баттарчжи (IND) пор. 15-8, 11-15, 11-15 | Закончил выступление  | Закончил выступление  | Закончил выступление  | Закончил выступление  | 17    |
| Юрген Кох             | Индивидуальные соревнования | Стефан Кюль (GER) поб. 17-14, 12-15, 15-2 | Вай Лап Вонг (HKG) пор. 1-15, 2-15               | Закончил выступление  | Закончил выступление  | Закончил выступление  | Закончил выступление  | 17    |
| Ханнес Фукс Юрген Кох | Парные соревнования         |                                           | Дэвид Гамбл, Анил Кол (CAN) пор. 11-15, 11-15    | Закончили выступление | Закончили выступление | Закончили выступление | Закончили выступление | 17    |

### Борьба
Спортсменов — 2
Греко-Римская борьба
Соревнования в каждом весе проводились в двух группах по круговой системе. Борец проигравший два боя выбывал из дальнейших соревнований.
До 74 кг
Раунд 1)  Антон Маркль (AUT) —  Юссеф Бокерра (ALG) — 11 : 3

Раунд 2)  Антон Маркль (AUT) —  Хосе Альберто Рекеро (ESP) — 4 : 1

Раунд 3)  Антон Маркль (AUT) —  Торнбьёрн Корнбакк (SWE) — 1 : 5

Раунд 4)  Антон Маркль (AUT) —  Зелько Трайкович (IOP) — 5 : 2

Раунд 5)  Антон Маркль (AUT) —  Йозеф Трац (POL) — 0 : 5

3 место в группе A

Матч за 5-6 место)  Антон Маркль (AUT) —  Ивон Ример (FRA) — 0 : 12
До 90 кг
Раунд 1)  Франц Маркс (AUT) —  Мохаммед Ноуар (TUN) — 5 : 0

Раунд 2)  Франц Маркс (AUT) —  Рейнальдо Пенья (CUB) — 3 : 4

Раунд 3)  Франц Маркс (AUT) —  Михаэль Юнберг (SWE) — 1 : 4

5 место в группе B

Матч за 9-10 место)  Антон Маркль (AUT) —  Ивайло Йорданов (BUL) — + : -

### Велоспорт

#### Шоссейный велоспорт
Всего спортсменов — 3
Мужчины
| Спортсмен           | Соревнование                   | Время               | Место |
| ------------------- | ------------------------------ | ------------------- | ----- |
| Андреас Лангль      | Индивидуальная шоссейная гонка | 4:35:56.0 (+0:35.0) | 54    |
| Георг Точниг        | Индивидуальная шоссейная гонка | 4:35:56.0 (+0:35.0) | 56    |
| Петтер Люттенбергер | Индивидуальная шоссейная гонка | 4:35:56.0 (+0:35.0) | 29    |

#### Трековый велоспорт
Спортсменов — 2
| Спортсмен           | Соревнование   | Квалификация | Квалификация | 1\16 финала    | 1\16 финала | 1\8 финала     | 1\8 финала | 1\4 финала     | 1\4 финала | 1\2 финала     | 1\2 финала | Финал Матч за 3-е место | Финал Матч за 3-е место |
| Спортсмен           | Соревнование   | Время (Очки) | Место        | Соперник Время | Место       | Соперник Время | Место      | Соперник Время | Место      | Соперник Время | Место      | Соперник Время (Очки)   | Место                   |
| ------------------- | -------------- | ------------ | ------------ | -------------- | ----------- | -------------- | ---------- | -------------- | ---------- | -------------- | ---------- | ----------------------- | ----------------------- |
| Кристиан Мейдлингер | гит на 1000 м  |              |              |                |             |                |            |                |            |                |            | 1:06.509                | 13                      |
| Франц Штохер        | гонка по очкам | 31 (-1 круг) | 2            |                |             |                |            |                |            |                |            | 18                      | 9                       |

### Гандбол
Спортсменов — 14
Женская сборная 

Состав: Славица Джукич, Станка Бозович, Керстин Йонсон, Ядранка Йез, Эдит Матей, Яша Мердан-Колар, Ирис Морхаммер, Николь Пейссль, Карин Прокоп, Марианна Рац, Наталья Руначенко (вратарь), Барбра Штрасс, Лилиана Топеа, Тереза Журовски
Групповой этап:
| Команда        | В | Н | П | М     | Очки |
| -------------- | - | - | - | ----- | ---- |
| 1. Южная Корея | 2 | 1 | 0 | 82−61 | 5    |
| 2. Норвегия    | 2 | 0 | 1 | 55−60 | 4    |
| 3. Австрия     | 1 | 1 | 1 | 64−62 | 3    |
| 4. Испания     | 0 | 0 | 3 | 50−68 | 0    |

| 30 июля 1992 | Австрия                                                                              | 20:16 | Испания |  |
| 30 июля 1992 | Мердан-Колар 5, Бозович 4, Матей 2, Морхаммер 2, Прокоп 2, Штрасс 2, Йез 1, Топеа 1. | Голы  |         |  |

| 1 августа 1992 | Южная Корея | 27:27 | Австрия                                                                               |  |
| 1 августа 1992 |             | Голы  | Мердан-Колар 11, Йез 4, Топеа 3, Матей 2, Бозович 2, Морхаммер 1, Прокоп 1, Штрасс 1. |  |

| 3 августа 1992 | Норвегия | 19:17 | Австрия                                                                   |  |
| 3 августа 1992 |          | Голы  | Матей 7, Мердан-Колар 2, Морхаммер 2, Йез 1, Прокоп 1, Штрасс 1, Топеа 1. |  |

Матч за 5-6 место:
| 8 августа 1992 | Австрия                                                                                           | 26:17 | США |  |
| 8 августа 1992 | Матей 7, Мердан-Колар 5, Морхаммер 3, Пейссль 3, Штрасс 3, Йез 2, Бозович 1, Топеа 1, Журовски 1. | Голы  |     |  |

### Гребля на байдарках и каноэ

#### Гребля на байдарках и каноэ
Спортсменов — 1
Женщины
| Спортсмен     | Соревнование | Квалификация | Квалификация | Полуфиналы  | Полуфиналы | Финал       | Финал |
| Спортсмен     | Соревнование | Результат    | Место        | Результат   | Место      | Результат   | Место |
| ------------- | ------------ | ------------ | ------------ | ----------- | ---------- | ----------- | ----- |
| Уши Профантер | Б-1 500 м    | 1:56.25 (Q)  | 8            | 1:52.86 (Q) | 8          | 1:53.17 (Q) | 5     |

#### Гребной слалом
Спортсменов — 3

##### Мужчины
| Спортсмен      |     |           |       |        |       |           |       |        |       |      |
| Спортсмен      |     | Попытка 1 | Штраф | Всего  | Место | Попытка 2 | Штраф | Всего  | Место | Итог |
| -------------- | --- | --------- | ----- | ------ | ----- | --------- | ----- | ------ | ----- | ---- |
| Грегор Беке    | K-1 | 1:58.65   | 15    | 133.65 | 35    | 1:53.62   | 10    | 123.62 | 25    | 33   |
| Мануэль Кёхлер | K-1 | 1:53.68   | 0     | 113.68 | 13    | 1:52.06   | 5     | 117.06 | 15    | 17   |
| Хорст Пок      | K-1 | 1:52.22   | 0     | 112.22 | 9     | 1:54.41   | 0     | 114.41 | 8     | 12   |

### Дзюдо
Спортсменов — 6
Мужчины
| Спортсмен          | Категория | Предварительный раунд       | 1/16                      | 1/8                                | Четвертьфиналы              | Полуфиналы           | Финал                | Первый доп. раунд  | Утешительный четвертьфинал | Утешительный полуфинал | За 3 место Финал     |
| Спортсмен          | Категория | Соперник Результат          | Соперник Результат        | Соперник Результат                 | Соперник Результат          | Соперник Результат   | Соперник Результат   | Соперник Результат | Соперник Результат         | Соперник Результат     | Соперник Результат   |
| ------------------ | --------- | --------------------------- | ------------------------- | ---------------------------------- | --------------------------- | -------------------- | -------------------- | ------------------ | -------------------------- | ---------------------- | -------------------- |
| Манфред Хиптмайр   | До 60 кг  | Ли Кан (HKG) поб.           | Владо Парадзик (BIH) поб. | Али Хейдар Али Мохаммад (KUW) поб. | Таданори Кошиньо (JPN) пор. | Не прошел            | Не прошел            | Не участвовал      | Йозеф Вагнер (HUN) пор.    | Закончил выступление   | Закончил выступление |
| Норберт Хаймбергер | До 71 кг  | Эдгардо Антинори (ARG) поб. | Йорма Коронен (FIN) пор.  | Закончил выступление               | Закончил выступление        | Закончил выступление | Закончил выступление |                    | Закончил выступление       | Закончил выступление   | Закончил выступление |
| Антон Саммер       | До 78 кг  |                             | Антонио Матьяш (POR) поб. | Бернард Дамасин (FRA) пор.         | Закончил выступление        | Закончил выступление | Закончил выступление |                    | Закончил выступление       | Закончил выступление   | Закончил выступление |

Женщины
| Спортсмен          | Категория | Предварительный раунд | 1/16                        | 1/8                             | Четвертьфиналы        | Полуфиналы            | Финал                 | Первый доп. раунд  | Утешительный четвертьфинал | Утешительный полуфинал | За 3 место Финал      |
| Спортсмен          | Категория | Соперник Результат    | Соперник Результат          | Соперник Результат              | Соперник Результат    | Соперник Результат    | Соперник Результат    | Соперник Результат | Соперник Результат         | Соперник Результат     | Соперник Результат    |
| ------------------ | --------- | --------------------- | --------------------------- | ------------------------------- | --------------------- | --------------------- | --------------------- | ------------------ | -------------------------- | ---------------------- | --------------------- |
| Михаэлла Борнеманн | До 48 кг  |                       | Анникка Муттанен (FIN) поб. | Салима Суакри-Дамани (ALG) пор. | Закончила выступление | Закончила выступление | Закончила выступление |                    | Мария Виллаполь (VEN) пор. | Закончила выступление  | Закончила выступление |
| Барбара Эк         | До 56 кг  |                       | Гудрун Хауш (GER) поб.      | Никола Файрбразе (GBR) пор.     | Закончила выступление | Закончила выступление | Закончила выступление |                    | Катерин Арно (FRA) пор.    | Закончила выступление  | Закончила выступление |
| Сюзанн Профантер   | До 61 кг  |                       | Элеукадия Варгас (DOM) поб. | Дайан Белл (GBR) пор.           | Закончила выступление | Закончила выступление | Закончила выступление |                    | Закончила выступление      | Закончила выступление  | Закончила выступление |

### Конный спорт
Спортсменов — 5
| Команда                             | Соревнование | Квалификация | Квалификация | Финал | Финал |
| Команда                             | Соревнование | Очки         | Место        | Очки  | Место |
| ----------------------------------- | ------------ | ------------ | ------------ | ----- | ----- |
| Элизабет Макс-Тёрер на Лихтенштейне | Выездка      | 1585         | 7            | 1380  | 8     |

| Команда                                                                                                  | Соревнование     | 1-й раунд | 1-й раунд | 2-й раунд | 2-й раунд | Ком. штраф | Место |
| Команда                                                                                                  | Соревнование     | Штраф     | Штраф     | Штраф     | Штраф     | Ком. штраф | Место |
| Команда                                                                                                  | Соревнование     |           | Ком.      |           | Ком.      | Ком. штраф | Место |
| --- | ---------------- | --------- | --------- | --------- | --------- | ---------- | ----- |
| Борис Боор на Лав Ми Тендер Йорг Мюнцнер на Граф Гранде Хуго Симон на Априкот Д Томас Фруманн на Джениус | Командный конкур | ? ?       | 4.25 (2)  | ? ?       | 12.50 (4) | 16.75      |       |

Курсивом выделен худший результат, который отбрасывается при подсчёте общей суммы, в скобках — место по итогам раунда

### Лёгкая атлетика
Спортсменов — 16

#### мужчины
| Спортсмен                                                           | Дисциплина             | Предварительный раунд | Предварительный раунд | Четвертьфинал        | Четвертьфинал        | Полуфинал            | Полуфинал            | Финал                | Финал                |
| Спортсмен                                                           | Дисциплина             | Результат             | Место                 | Результат            | Место                | Результат            | Место                | Результат            | Место                |
| ------------------------------------------------------------------- | ---------------------- | --------------------- | --------------------- | -------------------- | -------------------- | -------------------- | -------------------- | -------------------- | -------------------- |
| Андреас Бергер                                                      | 100 м                  | DQ                    | 79                    | Закончил выступление | Закончил выступление | Закончил выступление | Закончил выступление | Закончил выступление | Закончил выступление |
| Андреас Бергер                                                      | 200 м                  | 21.02                 | 19 (Q)                | 21.02                | 28                   | Закончил выступление | Закончил выступление | Закончил выступление | Закончил выступление |
| Кристоф Пёстингер                                                   | 200 м                  | 21.02                 | 19 (Q)                | 20.83                | 22                   | Закончил выступление | Закончил выступление | Закончил выступление | Закончил выступление |
| Кристоф Пёстингер, Томас Реннер, Андреас Бергер, Франц Ратценбергер | 4х100 м                |                       |                       | 39.86                | 8 (Q)                | 39.34                | 10 (Q)               | 39.30                | 7                    |
| Хервиг Рёттль                                                       | 110 м с барьерами      | 13.41                 | 5 (Q)                 | 13.68                | 11 (Q)               | DNS                  | DNS                  | Закончил выступление | Закончил выступление |
| Михаэль Бухляйтнер                                                  | 3000 м с препятствиями | 8:40.46               | 25                    |                      |                      |                      |                      | Закончил выступление | Закончил выступление |
| Штефан Вёгербауэр                                                   | Ходьба на 50 км        |                       |                       |                      |                      |                      |                      | 4:17:25              | 26                   |
| Хельмут Шмук                                                        | Марафон                |                       |                       |                      |                      |                      |                      | 2:23:38              | 47                   |
| Клаус Боденмюллер                                                   | Толкание ядра          | 19,86                 | 10 (Q)                |                      |                      |                      |                      | 20,48                | 6                    |
| Ханс Линднер                                                        | Метание молота         | 75,28                 | 12 (q)                |                      |                      |                      |                      | 75,14                | 9                    |
| Гернот Келлермайр                                                   | Десятиборье            |                       |                       |                      |                      |                      |                      | 8076                 | 11                   |

#### женщины
| Спортсмен       | Дисциплина      | Предварительный раунд | Предварительный раунд | Четвертьфинал | Четвертьфинал | Полуфинал             | Полуфинал             | Финал                 | Финал                 |
| Спортсмен       | Дисциплина      | Результат             | Место                 | Результат     | Место         | Результат             | Место                 | Результат             | Место                 |
| --------------- | --------------- | --------------------- | --------------------- | ------------- | ------------- | --------------------- | --------------------- | --------------------- | --------------------- |
| Сабин Трёгер    | 100 м           | 11.69                 | 41 (q)                | 11.76         | 27            | Закончила выступление | Закончила выступление | Закончила выступление | Закончила выступление |
| Сабин Трёгер    | 200 м           | 23.72                 | 26 (Q)                | 23.41         | 22            | Закончила выступление | Закончила выступление | Закончила выступление | Закончила выступление |
| Терезия Кизль   | 1500 м          |                       |                       | 4:07.81       | 14 (q)        | 4:07.46               | 23                    | Закончила выступление | Закончила выступление |
| Сигрид Кирхманн | Прыжки в высоту | 1.92                  | 15 (Q)                |               |               |                       |                       | 1.94                  | 5                     |
| Людмила Нинова  | Прыжки в длину  | 6.53                  | 13                    |               |               |                       |                       | Закончила выступление | Закончила выступление |
| Урсула Вебер    | Метание диска   | 51.62                 | 27                    |               |               |                       |                       | Закончила выступление | Закончила выступление |

### Настольный теннис
Спортсменов — 2
Мужчины
Одиночный разряд
| Спортсмен | Группа O                   | Группа O                            | Группа O                       | 1/8 финала                      | Четвертьфиналы                   | Полуфиналы           | Финал                | Финал |
| Спортсмен | Соперник Счёт              | Соперник Счёт                       | Соперник Счёт                  | Соперник Счёт                   | Соперник Счёт                    | Соперник Счёт        | Соперник Счёт        | Место |
| --------- | -------------------------- | ----------------------------------- | ------------------------------ | ------------------------------- | -------------------------------- | -------------------- | -------------------- | ----- |
| И Динг    | Рубен Арадо (CUB) Поб. 2:0 | Петер Стюарт Джексон (NZL) Поб. 2:0 | Хироси Сибутани (JPN) Поб. 2:0 | Жан Мишель Сайве (BEL) Поб. 3:0 | Жан Филипп Гатьен (FRA) Пор. 2:3 | Завершил выступления | Завершил выступления | 5     |

Парный разряд
| Спортсмен           | Группа А                                 | Группа А                                 | Группа А      | Четвертьфиналы        | Полуфиналы            | Финал                 | Финал |
| Спортсмен           | Соперник Счёт                            | Соперник Счёт                            | Соперник Счёт | Соперник Счёт         | Соперник Счёт         | Соперник Счёт         | Место |
| ------------------- | ---------------------------------------- | ---------------------------------------- | ------------- | --------------------- | --------------------- | --------------------- | ----- |
| Эрик Амплатц И Динг | Эрик Линд, Йорген Перссон (SWE) Пор. 0:2 | Канг Хи Чан, Ли Чул Сеунг (KOR) Пор. 0:2 |               | Завершили выступления | Завершили выступления | Завершили выступления | 17    |

### Парусный спорт
Спортсменов — 13
| Место | Спортсмен                                  | Класс             | Гонка | Гонка | Гонка | Гонка | Гонка | Гонка | Гонка | Гонка | Гонка | Гонка | Результат |
| Место | Спортсмен                                  | Класс             | 1     | 2     | 3     | 4     | 5     | 6     | 7     | 8     | 9     | 10    | Результат |
| ----- | ------------------------------------------ | ----------------- | ----- | ----- | ----- | ----- | ----- | ----- | ----- | ----- | ----- | ----- | --------- |
| 5     | Крис Зибер                                 | парусная доска    | 18    | 8     | 2     | 6     | 2     | 12    | 6     | 27    | 3     | 13    | 110.1     |
| 8     | Ганс Спитзауэр                             | финн              | 9     | 18    | 5     | 15    | 3     | 3     | 16    | х     | х     | х     | 79.4      |
| 20    | Фридрих Грубер Хуберт Раудашль             | Звездный          | 15    | 18    | 18    | 11    | 11    | 14    | 22    | х     | х     | х     | 123       |
| 7     | Андреас Хагара Роман Хагара                | Торнадо           | 6     | 6     | 1     | 18    | 4     | 13    | 9     | х     | х     | х     | 65.40     |
| 16    | Маркус Шнибергер Штефан Шурих              | Летучий голландец | 7     | 19    | 18    | 11    | 8     | 8     | 21    | х     | х     | х     | 107.00    |
| 26    | Маркус Писо Кристиан Биндер                | 470               | 4     | 20    | 24    | 31    | 25    | 23    | 23    | х     | х     | х     | 153       |
| 19    | Михаэль Лущан Стефан Линднер Георг Стадлер | Солинг            | 9     | 15    | 17    | 9     | 18    | 19    | х     | х     | х     | х     | 98        |

### Плавание
Спортсменов — 2

#### Мужчины
| Спортсменка        | Соревнование     | Предварительные заплывы | Предварительные заплывы | Полуфиналы | Полуфиналы | Финал                | Финал                |
| Спортсменка        | Соревнование     | Результат               | Место                   | Результат  | Место      | Результат            | Место                |
| ------------------ | ---------------- | ----------------------- | ----------------------- | ---------- | ---------- | -------------------- | -------------------- |
| Александер Брандль | 100 м баттерфляй | 55,45                   | 26                      |            |            | Завершил выступления | Завершил выступления |
| Александер Брандль | 200 м баттерфляй | 2.02,88                 | 32                      |            |            | Завершил выступления | Завершил выступления |

#### Женщины
| Спортсменка   | Соревнование                | Предварительные заплывы | Предварительные заплывы | Полуфиналы | Полуфиналы | Финал                 | Финал                 |
| Спортсменка   | Соревнование                | Результат               | Место                   | Результат  | Место      | Результат             | Место                 |
| ------------- | --------------------------- | ----------------------- | ----------------------- | ---------- | ---------- | --------------------- | --------------------- |
| Мартина Немец | 100 м брасс                 | 1:13,34                 | 25                      |            |            | Завершила выступления | Завершила выступления |
| Мартина Немец | 200 м брасс                 | 2.36,65                 | 32                      |            |            | Завершила выступления | Завершила выступления |
| Мартина Немец | 200 м комплексным плаванием | 2.22,63                 | 27                      |            |            | Завершила выступления | Завершила выступления |

### Прыжки в воду
Спортсменов — 2
Мужчины
| Спортсмен        | Соревнование | Квалификация | Квалификация | Финал     | Финал     |
| Спортсмен        | Соревнование | Очков        | Место        | Очков     | Место     |
| ---------------- | ------------ | ------------ | ------------ | --------- | --------- |
| Юрген Рихтер     | Трамплин     | 336,78       | 24           | Не прошел | Не прошел |
| Никола Стойкович | Трамплин     | 339,75       | 22           | Не прошел | Не прошел |

### Синхронное плавание
Спортсменок — 2
| Спортсменка                      | Соревнование | Предварительный раунд | Предварительный раунд | Предварительный раунд | Предварительный раунд | Предварительный раунд | Предварительный раунд | Финал                 | Финал                 | Финал                 | Финал                 |
| Спортсменка                      | Соревнование | Очков                 | Место                 | Очков                 | Место                 | Всего очков           | Место                 | Очков                 | Место                 | Всего очков           | Место                 |
| -------------------------------- | ------------ | --------------------- | --------------------- | --------------------- | --------------------- | --------------------- | --------------------- | --------------------- | --------------------- | --------------------- | --------------------- |
| Беатрикс Мюллнер Кристин Мюллнер | Дуэт         | 90,600                | 14                    | 82,785                | 13                    | 173,385               | 13                    | Завершили выступление | Завершили выступление | Завершили выступление | Завершили выступление |

### Стрельба
Спортсменов — 5
Мужчины
| Спортсмен            | Дисциплина                                 | Предварительный раунд | Предварительный раунд | Финал                | Финал                | Всего                | Всего                |
| Спортсмен            | Дисциплина                                 | Очков                 | Место                 | Очков                | Место                | Очков                | Место                |
| -------------------- | ------------------------------------------ | --------------------- | --------------------- | -------------------- | -------------------- | -------------------- | -------------------- |
| Томас Фарник         | Пневматическая винтовка 10 м               | 590                   | 6                     | 100.2                | 5                    | 690.2                | 6                    |
| Вольфрам Вайбель мл. | Пневматическая винтовка 10 м               | 589                   | 11                    | Не прошёл            | Не прошёл            | 589                  | 11                   |
| Томас Фарник         | Пневматическая винтовка 50 м (3 положения) | 1160                  | 14                    | Не прошел            | Не прошел            | 1160                 | 14                   |
| Вольфрам Вайбель мл. | Пневматическая винтовка 50 м (3 положения) | 1140                  | 38                    | Не прошел            | Не прошел            | 1140                 | 38                   |
| Вольфрам Вайбель мл. | Произвольная винтовка 50 м (лёжа)          | 596                   | 11                    | Не прошел            | Не прошел            | 596                  | 11                   |
| Вольфрам Вайбель ст. | Произвольная винтовка 50 м (лёжа)          | 591                   | 31                    | Не прошел            | Не прошел            | 591                  | 31                   |
| Йозеф Ханенкамп      | Круглый стенд                              | 144                   | 33                    | Закончил выступление | Закончил выступление | Закончил выступление | Закончил выступление |

Женщины
| Спортсмен  | Дисциплина              | Предварительный раунд | Предварительный раунд | Финал     | Финал     | Всего | Всего |
| Спортсмен  | Дисциплина              | Очков                 | Место                 | Очков     | Место     | Очков | Место |
| ---------- | ----------------------- | --------------------- | --------------------- | --------- | --------- | ----- | ----- |
| Яна Кубала | Спортивный пистолет     | 575                   | 14                    | Не прошла | Не прошла | 575   | 14    |
| Яна Кубала | Пневматический пистолет | 378                   | 12                    | Не прошла | Не прошла | 378   | 12    |

### Теннис
Спортсменов — 5
Мужчины:
| Спортсмен    | Соревнование           | 1/32                                    | 1/16                 | 1/8                  | Четвертьфиналы       | Полуфиналы           | Финал                | Место |
| Спортсмен    | Соревнование           | Соперник Счёт                           | Соперник Счёт        | Соперник Счёт        | Соперник Счёт        | Соперник Счёт        | Соперник Счёт        | Место |
| ------------ | ---------------------- | --------------------------------------- | -------------------- | -------------------- | -------------------- | -------------------- | -------------------- | ----- |
| Томас Мюстер | Одиночные соревнования | Анри Леконт (FRA) Пор. 6:7, 6:7, 4:6    | Закончил выступление | Закончил выступление | Закончил выступление | Закончил выступление | Закончил выступление | 33    |
| Хорст Скофф  | Одиночные соревнования | Магнус Ларссон (SWE) Пор. 2:6, 2:6, 3:6 | Закончил выступление | Закончил выступление | Закончил выступление | Закончил выступление | Закончил выступление | 33    |

Женщины:
| Спортсмен                | Соревнование           | 1/32                                      | 1/16                                                     | 1/8                                             | Четвертьфиналы        | Полуфиналы            | Финал                 | Место |
| Спортсмен                | Соревнование           | Соперник Счёт                             | Соперник Счёт                                            | Соперник Счёт                                   | Соперник Счёт         | Соперник Счёт         | Соперник Счёт         | Место |
| ------------------------ | ---------------------- | ----------------------------------------- | -------------------------------------------------------- | ----------------------------------------------- | --------------------- | --------------------- | --------------------- | ----- |
| Барбара Паулюс           | Одиночные соревнования | Моник Джавер (GBR) Поб. 6:7, 6:4, 6:3     | Анке Хубер (GER) Пор. 4:6, 1:6                           | Закончила выступление                           | Закончила выступление | Закончила выступление | Закончила выступление | 17    |
| Петра Рихтер             | Одиночные соревнования | Евгения Маниокова (EUN) Пор. 1:6, 6:7     | Закончила выступление                                    | Закончила выступление                           | Закончила выступление | Закончила выступление | Закончила выступление | 33    |
| Юдит Виснер              | Одиночные соревнования | Кончита Мартинес (ESP) Пор. 6:4, 1:6, 2:6 | Закончила выступление                                    | Закончила выступление                           | Закончила выступление | Закончила выступление | Закончила выступление | 33    |
| Петра Рихтер Юдит Виснер | Парные соревнования    |                                           | Агнесе Блумберга Лариса Нейланд (LAT) Поб. 6:4, 5:7, 6:3 | Лейла Месхи Наталья Зверева (EUN) Пор. 1:6, 1:6 | Закончили выступление | Закончили выступление | Закончили выступление | 9     |

### Фехтование
Спортсменов — 5
Мужчины
Индивидуальная рапира
Групповой этап (группа 3)
|   | Спортсмен                  | Б | В | П | УН | УП | +/- | Очки |
| - | -------------------------- | - | - | - | -- | -- | --- | ---- |
| 1 | Жолт Эршек (HUN)           | 6 | 5 | 1 | 29 | 15 | +14 | 10   |
| 2 | Джонни Дэвис (GBR)         | 6 | 4 | 2 | 27 | 14 | +13 | 8    |
| 3 | Удо Вагнер (GER)           | 6 | 4 | 2 | 24 | 19 | +5  | 8    |
| 4 | Анатоль Рихтер (AUT)       | 6 | 4 | 2 | 22 | 18 | +4  | 8    |
| 5 | Эрик Бравин (USA)          | 6 | 3 | 3 | 19 | 22 | -3  | 6    |
| 6 | Энцо Да Понте Гриппо (PAR) | 6 | 1 | 5 | 11 | 29 | -18 | 2    |
| 7 | Вон Лянхунь (SIN)          | 6 | 0 | 6 | 15 | 30 | -15 | 0    |

 Анатоль Рихтер (AUT) -  Жолт Эршек (HUN) 1:5

 Анатоль Рихтер (AUT) -  Джонни Дэвис (GBR) 1:5

 Анатоль Рихтер (AUT) -  Удо Вагнер (GER) 5:4

 Анатоль Рихтер (AUT) -  Эрик Бравин (USA) 5:0

 Анатоль Рихтер (AUT) -  Энцо Да Понте Гриппо (PAR) 5:2

 Анатоль Рихтер (AUT) -  Вон Лянхунь (SIN) 5:2

Групповой этап (группа 6)
|   | Спортсмен                | Б | В | П | УН | УП | +/- | Очки |
| - | ------------------------ | - | - | - | -- | -- | --- | ---- |
| 1 | Ульрих Шрек (GER)        | 5 | 4 | 1 | 22 | 17 | +5  | 8    |
| 2 | Оскар Гарсия Перес (CUB) | 5 | 3 | 2 | 21 | 15 | +6  | 6    |
| 3 | Михаэль Людвиг (AUT)     | 5 | 2 | 3 | 21 | 22 | -1  | 4    |
| 4 | Ёсихидэ Нагано (JPN)     | 5 | 2 | 3 | 18 | 21 | -3  | 4    |
| 4 | У Синъяо (HKG)           | 5 | 2 | 3 | 18 | 21 | -3  | 4    |
| 6 | Дональд Маккензи (GBR)   | 5 | 2 | 3 | 17 | 21 | -4  | 4    |

 Михаэль Людвиг (AUT) -  Ульрих Шрек (GER) 4:5

 Михаэль Людвиг (AUT) -  Оскар Гарсия Перес (CUB) 5:4

 Михаэль Людвиг (AUT) -  Дональд Маккензи (GBR) 5:3

 Михаэль Людвиг (AUT) -  У Синъяо (HKG) 4:5

 Михаэль Людвиг (AUT) -  Ёсихидэ Нагано (JPN) 3:5

Групповой этап (группа 8)
|   | Спортсмен                   | Б | В | П | УН | УП | +/- | Очки |
| - | --------------------------- | - | - | - | -- | -- | --- | ---- |
| 1 | Бенни Вендт (AUT)           | 5 | 4 | 1 | 24 | 13 | +11 | 8    |
| 2 | Мауро Нума (ITA)            | 5 | 4 | 1 | 23 | 14 | +9  | 8    |
| 3 | Хосе Франциско Гуэрра (ESP) | 5 | 2 | 3 | 17 | 20 | -3  | 4    |
| 4 | Магед Абдаллах (EGY)        | 5 | 2 | 3 | 17 | 20 | -3  | 4    |
| 4 | Адам Кжесиньский (POL)      | 5 | 2 | 3 | 17 | 21 | -4  | 4    |
| 6 | Танг Квонг Хо (HKG)         | 5 | 1 | 4 | 12 | 22 | -10 | 2    |

 Бенни Вендт (AUT) -  Мауро Нума (ITA) 5:3

 Бенни Вендт (AUT) -  Хосе Франциско Гуэрра (ESP) 5:1

 Бенни Вендт (AUT) -  Магед Абдаллах (EGY) 5:2

 Бенни Вендт (AUT) -  Адам Кжесиньский (POL) 4:5

 Бенни Вендт (AUT) -  Танг Квонг Хо (HKG) 5:2

Первый раунд
 Михаэль Людвиг (AUT) (34) -  Ким Ёнхо (KOR) (29) 5:2, 1:5, 6:4

1/32 финала
 Михаэль Людвиг (AUT) (34) -  Филипп Омне (FRA) (4) 1:5, 3:5

 Анатоль Рихтер (AUT) (18) -  Торстен Вейднер (GER) (15) 6:5, 3:5, 6:4 

 Бенни Вендт (AUT) (11) -  Патрик Гроц (FRA) (22) 1:5, 5:1, 5:3

1/16 финала
 Анатоль Рихтер (AUT) (18) -  Ола Кальбьер (SWE) (31) 5:2, 4:6, 3:5 

 Бенни Вендт (AUT) (11) -  Жолт Эршек (HUN) (6) 5:3, 2:5, 5:3

1/8 финала
 Бенни Вендт (AUT) (11) -  Мауро Нума (ITA) (14) 5:6, 5:1, 5:2

Матч за 33-64 место
 Михаэль Людвиг (AUT) (34) -  Джонатан Дэвис (GBR) (13) 2:5, 3:5

утешительный раунд
 Анатоль Рихтер (AUT)  -  Джонни Дэвис (GBR) 5:1, 6:4 

 Анатоль Рихтер (AUT)  -  Дмитрий Шевченко (EUN) 6:4, 6:5 

 Анатоль Рихтер (AUT)  -  Филипп Омне (FRA) (4) 1:5, 3:5

1/4 финала
 Бенни Вендт (AUT) (11) -  Филипп Омне (FRA) (4) 3:5, 3:5

| Спортсмен                                                             | Соревнование     | Групповой турнир   | Групповой турнир     | Четвертьфиналы        | Полуфиналы            | Матч за 3-е место     | Финал                 | Место |
| Спортсмен                                                             | Соревнование     | Соперник Результат | Соперник Результат   | Соперник Результат    | Соперник Результат    | Соперник Результат    | Соперник Результат    | Место |
| --------------------------------------------------------------------- | ---------------- | ------------------ | -------------------- | --------------------- | --------------------- | --------------------- | --------------------- | ----- |
| Иохим Вендт Анатоль Рихтер Михаэль Людвиг Роберт Блашка Мертен Мауриц | Командная рапира | Германия пор. 3:9  | Южная Корея пор. 4:9 | Закончили выступление | Закончили выступление | Закончили выступление | Закончили выступление | 11    |